# Batalla de la bahía de Vizcaya
La batalla del golfo de Vizcaya (también llamada batalla de la bahía de Vizcaya traducido directamente del inglés), fue un combate naval que sucedió en noviembre de 1592, entre la fuerza naval española formada por cinco urcas dirigida por Pedro de Zubiaur y un convoy de 40 navíos ingleses escoltados por seis buques de guerra.

## Antecedentes
Tras el asesinato de Enrique III de Francia, la Corona francesa recayó en el protestante Enrique IV de Navarra. La Liga Católica, el papa Sixto V y el rey Felipe II de España se negaron a reconocerlo como rey de Francia. Así, el rey español envió en 1590 una expedición al país galo al mando de Juan del Águila.
Los ingleses, como protestantes y enemigos de España por la guerra que había comenzado en 1585, apoyaron a Enrique de Navarra y enviaron tropas a Francia.

## Combate
La flota dirigida por Pedro de Zubiaur atacó a la flota inglesa abordando y quemando la nave capitana inglesa, lo que produjo una gran confusión entre el convoy inglés. Poco tiempo después, otra escuadra inglesa compuesta por seis barcos (enviados por la reina Isabel I de Inglaterra a Burdeos para apoyar a los protestantes franceses), llegó a la batalla, y trataron de defender el convoy. Después de intensos combates, los españoles salieron victoriosos en la batalla ya que varios de los navíos ingleses fueron seriamente dañados y tres más fueron capturados.

## Consecuencias
La flota dirigida por Pedro de Zubiaur, a pesar de su inferioridad numérica respecto a la flota inglesa, hizo frente a los navíos de ese país logrando un importante éxito.
Para la carrera de Zubiaur fue un éxito que precedió a otros aún más importantes en sus batallas contra los ingleses, como la Batalla de Blaye en 1593  y la Batalla de Cornualles en 1595 lo que le dio fama en la época.